# Stobenstraße 21, 22 (Quedlinburg)

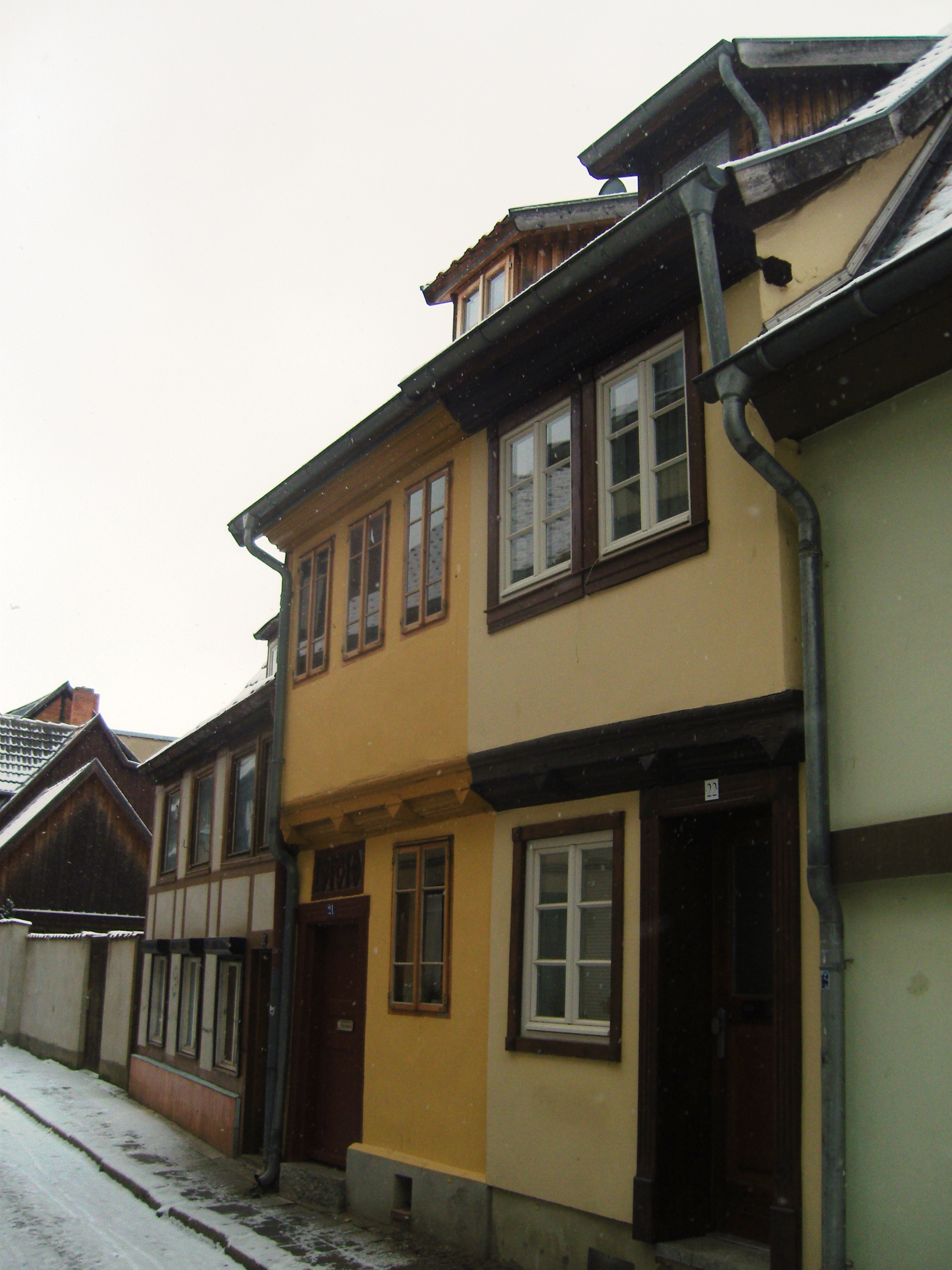
Haus Stobenstraße 21, 22

Das Haus Stobenstraße 21, 22 ist ein denkmalgeschütztes Gebäude in der Stadt Quedlinburg in Sachsen-Anhalt.

## Lage
Es befindet sich im nordwestlichen Teil der historischen Quedlinburger Neustadt und gehört zum UNESCO-Weltkulturerbe. Im Quedlinburger Denkmalverzeichnis ist es als Wohnhaus eingetragen.

## Architektur und Geschichte
Das zweigeschossige Fachwerkhaus entstand in der Zeit des Barock um 1700. In späterer Zeit wurde das Anwesen in zwei Grundstücke geteilt. Im 19. Jahrhundert war zunächst eine Verputzung des westlichen Teils, der Hausnummer 22 erfolgt. Während heute beide Gebäudeteile weitgehend verputzt sind, war das Fachwerk des östlichen Teils, die Hausnummer 21, zumindest Ende des 20. Jahrhunderts unverputzt. Das Fachwerk verfügt über Pyramidenbalkenköpfe und profilierte Füllhölzer. Sowohl die Stock- als auch die Dachschwelle sind mit einem Gurtgesims versehen. Der in der Osthälfte der Nummer 21 gelegene Eingang zeigt eine klassizistische Türrahmung. Oberhalb der Tür besteht ein mit Initialen versehenes Oberlicht.